# The Day of the Jackal (série télévisée)
Pour les articles homonymes, voir The Day of the Jackal et Chacal (homonymie).
Production
Diffusion
The Day of the Jackal est une série télévisée britannique écrite par Ronan Bennett et réalisée par Brian Kirk. Elle est diffusée sur la chaîne britannique Sky Atlantic depuis le 7 novembre 2024, et sur Peacock aux États-Unis depuis le 14 novembre. Il s'agit d'une adaptation du roman Chacal (The Day of the Jackal) de Frederick Forsyth, paru en 1971. En France, la série est diffusée sur Prime Video.

## Synopsis
Bianca Pullman est une agent des services de renseignement britanniques, spécialiste des snipers et de l'étude des armes à feu. Elle est chargée d'enquêter sur un tueur qui vient d'assassiner un homme politique allemand à Munich. Celui-ci, uniquement connu sous le surnom du « Chacal », réalise des contrats très couteux. Elle va alors le poursuivre à travers toute l'Europe,.

## Distribution

### Acteurs principaux
- Eddie Redmayne (VF : Théo Frilet) : « Le Chacal » (The Jackal en VO)
- Lashana Lynch (VF : Déborah Claude) : l'agent Bianca Pullman (saison 1)
- Úrsula Corberó (VF : Daniela Labbé Cabrera) : Nuria
- Chukwudi Iwuji (VF : Eilias Changuel) : Osita Halcrow
- Lia Williams (VF : Marie-Laure Dougnac) : Isabel Kirby
- Khalid Abdalla (VF : Antoine Fleury) : Ulle Dag Charles
- Eleanor Matsuura (VF : Claire Beaudoin) : Zina Jansone
- Jonjo O'Neill (en) : Edward Carver
- Sule Rimi (VF : Mohad Sanou) : Paul Pullman
- Ben Hall : l'agent Damian Richardson
- Charles Dance : Timothy Winthorp
- Nick Blood (VF : Marc Arnaud) : l'agent Vincent Pyne

### Acteurs récurrents
- Florisa Kamara : Jasmine Pullman, la fille de Bianca et Paul
- Kate Dickie (VF : Marie Bouvier) : Alison Stoke, épouse de Larry
- Patrick O'Kane (en) (VF : Fabrice de La Villehervé) : Larry Stoke, le frère de Norman
- Puchi Lagarde : Marisa, la mère de Nuria
- Jon Arias (VF : Benjamin Pascal) : Alvaro, le frère de Nuria
- Christy Meyer : Leonora Boggs

### Invités notables
- Richard Dormer (VF : Thierry Hancisse) : Norman Stoke (saison 1)
- Adam James (en) : Jeremy Whitelock
- Gerard Kearns (VF : Grégory Quidel) : Gary Cobb
- Andreas Jessen (VF : Clément Corinthe) : Rasmus (saison 1)

 Source et légende : version française (VF) sur RS Doublage et les cartons du doublage français sur Prime Video.

## Production

### Genèse et développement
Le projet, développé par Carnival Films avec Sky et Peacock, est annoncé en novembre 2022. Ronan Bennett est alors engagé comme scénariste et show runner, avec Brian Kirk à la réalisation. En mars 2023, Eddie Redmayne est annoncé dans le rôle-titre et comme producteur délégué.
La série est présentée comme une réinvention du roman Chacal (1971) de Frederick Forsyth. Eddie Redmayne la décrit comme « complètement différente » du roman, car « repensée et contemporaine », « avec une nouvelle cible ». La série s'intéresse aussi davantage au personnage du Chacal, ce qui a convaincu l'acteur d'accepter le rôle.
Le 22 novembre 2024, une seconde saison est annoncée.

### Attribution des rôles
Eddie Redmayne est annoncé dans le rôle principal en mars 2023. En juin 2023, il est rejoint par Lashana Lynch. Úrsula Corberó, Charles Dance, Richard Dormer ou encore Chukwudi Iwuji sont annoncés en février 2024.

### Tournage
Le tournage débute en juin 2023. Il se déroule à Budapest et ses environs,. Il se poursuit  à Vienne en juillet 2023. La production se rend en Croatie à l'automne 2023 et tourne notamment à Rijeka, l'île de Pag, Dubrovnik et dans la région de l'Istrie.

### Fiche technique
Sauf indication contraire, les informations mentionnées dans cette section peuvent être confirmées par la base de données cinématographiques IMDb,  présente dans la section « Liens externes ».
- Réalisation : Paul Wilmshurst, Anu Menon, Brian Kirk et Anthony Philipson
- Scénario : Ronan Bennett, Charles Cumming, Shyam Popat et Jessica Sinyard, d'après l’œuvre de Frederick Forsyth
- Musique : Volker Bertelmann

## Diffusion
La série est diffusée au Royaume-Uni sur Sky Atlantic, chaîne payante de Sky, depuis le 7 novembre 2024. Aux États-Unis, elle est diffusée sur le service de streaming Peacock depuis le 14 novembre 2024. En France, elle est diffusée sur la plateforme de streaming Prime Video.

## Distinctions

### Nominations
- Golden Globes 2025 : 
  - Meilleure série télévisée dramatique
  - Meilleur acteur dans une série télévisée dramatique pour Eddie Redmayne